# Dmitrij Balandin
Dmitrij Balandin (* 4. dubna 1995 Almaty) je kazachstánský plavec. Na olympijských hrách v Riu roku 2016 získal zlatou medaili v závodě na 200 metrů ve stylu prsa. Ve finále vytvořil nový národní rekord (2:07.46). Šlo o první kazachstánskou olympijskou plaveckou medaili v historii. V tomto stylu má i tři zlata z Asijských her z roku 2014 (50, 100 i 200 metrů). V roce 2016 si přivezl zlato i z letní univerziády, ze stometrové prsařské trati.